# Jean-Albert II de Mecklembourg-Güstrow
Jean-Albert II de Mecklembourg-Güstrow, (en allemand Johann-Albercht II von Mecklenburg-Güstrow), né le 5 mai 1590 à Waren, décédé le 23 avril 1636 à Güstrow.
Il est duc de Mecklembourg-Güstrow de 1610 à 1636.

## Règne
Jean-Albert est le fils du duc Jean VII et de Sophie de Schleswig-Holstein-Gottorp. Il est reçu dans la Société des fructifiants avec le surnom Le Bienvenu.
Avec son frère Adolphe-Frédéric Ier, il règne à partir du 16 avril 1608, sous la régence du duc Charles Ier, sur la province de Schwerin, et succède à son tuteur le 9 juillet 1611 sur la province de Güstrow. Le second partage du Mecklembourg lui accorde la régence personnelle sur le Mecklembourg-Güstrow. En 1617, il embrasse la confession protestante.
Les deux frères décident de rejoindre en 1623 la ligue défensive du Cercle électoral de Basse-Saxe. Ils tentent d'observer une attitude neutre au cours du conflit, tout en soutenant en secret l'armée du roi Christian IV de Danemark, mais sont définitivement considérés comme ennemis du Saint-Empire par Tilly à l'issue du siège de Lutter.
Le 19 janvier 1628, l'empereur Ferdinand II décrète depuis son château de Brandis en Bohême, la confiscation des terres des ducs et leur mise en gage, puis, le 16 juin 1629, leur octroi pur et simple, à Wallenstein. Au mois de mai 1628, ils sont contraints de quitter leurpays, qu'ils ne retrouvent qu'en mai 1631 avec l'invasion suédoise. Jean-Albert meurt peu avant son 46e anniversaire et est inhumé dans la cathédrale de Güstrow.

## Famille
Fils de Jean VII de Mecklembourg-Schwerin et de Sophie de Schleswig-Holstein-Gottorp.
En 1608, Jean-Albert II de Mecklembourg-Güstrow épouse Marguerite-Élisabeth de Mecklembourg-Gadebush (décédée en 1616). Quatre enfants sont nés de cette union :
- Jean de Mecklembourg-Güstrow (1611-1612)
- Élisabeth-Sophie de Mecklembourg-Güstrow (1613-1676) qui épouse en 1635 Auguste II de Brunswick-Wolfenbüttel
- Christine de Mecklembourg-Güstrow (1615-1666), en 1640, elle épouse François de Saxe (décédé en 1642), veuve, elle épouse en 1650 Christian-Louis Ier de Mecklembourg-Schwerin (décédé en 1692), divorcés en 1663.

Veuf, Jean-Albert II de Mecklembourg-Güstrow épouse Élisabeth de Hesse-Cassel (1596-1625), (fille du landgrave Maurice de Hesse-Cassel).
Un enfant est né de cette union :
- Georges de Mecklembourg-Güstrow (1620-1675), en 1654 il épouse Catherine von Halberstadt (décédée en 1661), veuf, il épouse Marguerite von Lowtzow (décédée en 1738).

De nouveau veuf, Jean-Albert II de Mecklembourg-Güstrow épouse en 1626, Éléonore d'Anhalt-Bernbourg (décédée en 1657), (fille du prince Christian Ier d'Anhalt-Bernbourg)
Cinq enfants sont nés de cette union :
- Anne de Mecklembourg-Güstrow (1628-1666), en 1649, elle épouse le co-duc Louis IV de Legnica (décédé en 1663)
- Jean de Mecklembourg-Güstrow (1629-1631)
- Éléonore de Mecklembourg-Güstrow (1630-1631)
- Gustave-Adolphe de Mecklembourg-Güstrow, duc de Mecklembourg-Güstrow.

## Généalogie
Jean-Albert II de Mecklembourg-Güstrow appartient à la première branche (lignée de Mecklembourg-Güstrow). Cette lignée s'éteignit en 1695 avec le duc Gustave-Adolphe de Mecklembourg-Güstrow.